# Efficient Dynamics
 (janvier 2010).
Si vous disposez d'ouvrages ou d'articles de référence ou si vous connaissez des sites web de qualité traitant du thème abordé ici, merci de compléter l'article en donnant les références utiles à sa vérifiabilité et en les liant à la section « Notes et références ».

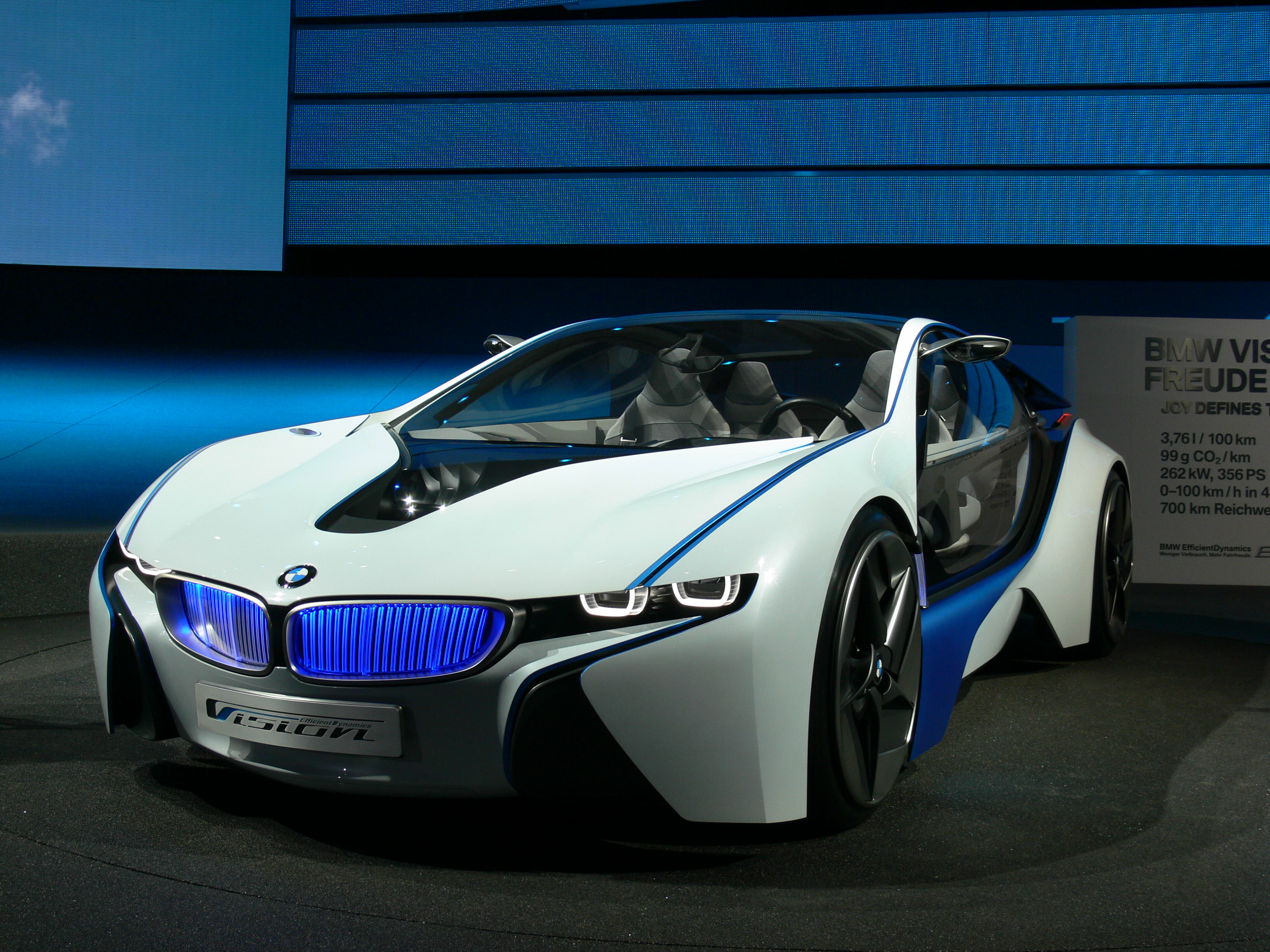
La BMW Vision Efficient Dynamics

Efficient Dynamics est le terme désignant le programme de BMW visant à réduire les consommations de carburant et à réduire les émissions de CO2 comme celles des NOx.

## Raisons du projet
Depuis le début des années 2000, BMW a pris le pari des voitures plus économes en énergie. Pour cela, la marque a investi plusieurs millions d'euros dans la recherche et le développement de mesures dites écologiques, regroupés sous le concept de BMW Efficient Dynamics. 

## Procédés

### Injection directe HPI
Les moteurs à essence bénéficient de l’injection directe de deuxième génération. Sur l’injection directe haute précision HPI, deux injecteurs piézo-électriques montés en position centrale entre les soupapes et à proximité directe des bougies d’allumage veillent à une meilleure précision du dosage. La consommation peut ainsi baisser, même en cycle urbain ou mixte.

### Auto Start Stop
Cette fonction coupe le moteur quand le conducteur est au point mort et est arrêté depuis plus de trois secondes. De cette manière, lors d'une attente dans une file d'embouteillages ou en attendant à un feu rouge, le moteur s'arrête de manière à ne pas gaspiller du carburant. Pour redémarrer, il suffit au conducteur d'appuyer sur la pédale d'embrayage.

### Brake Energy Regeneration
Ce système de récupération de l'énergie cinétique récupère l'énergie dégagée lors des freinages pour recharger la batterie et inversement, permettre au moteur de déployer toute sa puissance lors des phases d'accélération en stoppant la recharge de la batterie temporairement. Lorsque le conducteur relâche le pied de l'accélérateur la batterie absorbe l'énergie résiduelle du moteur qui de toute manière serait perdue. Une fois que le conducteur appuie de nouveau sur la pédale, la batterie arrête de se charger et de puiser de l'énergie.
L’énergie cinétique récupérée lors des décélérations du véhicule est transformée en énergie électrique qui alimente le tableau de bord par exemple.

### Shift Point Display
Il s'agit d'un indicateur situé entre le compte-tours et le tachymètre qui indique au conducteur un rapport de boîte à engager pour économiser de l'énergie en fonction du style de conduite du conducteur (uniquement sur les modèles à boite manuelle).

### Direction électrique EPS
Cette direction n'utilise de l'énergie que dans les phases effectives de virages contrairement aux directions hydrauliques. Un moteur électrique fournit la force pour tourner le volant lorsque cela est nécessaire. Ainsi, lors de longue lignes droites ou lorsque le volant est gardé dans un angle bien précis, le moteur électrique est inactif et n'utilise donc pas d'énergie.

### Aérodynamisme
L'aérodynamisme des modèles est primordiale en termes d'économie. Il est mesuré par un coefficient de traînée.

### Les volets d'air pilotés
Ils sont situés dans la calandre et agissent activement de manière à conserver un meilleur aérodynamisme de la voiture : ils restent fermés pour améliorer l'aérodynamisme et donc baisser les consommations jusqu'à ce que le moteur ait besoin d'être refroidi. Une fois la température abaissée, les volets se referment et ainsi de suite. De plus, en hiver, la fermeture des volets au démarrage permet au moteur d'atteindre sa température de fonctionnement plus rapidement et donc encore une fois de baisser les consommations.

### Pneus à faible résistance au roulement
Les pneus normaux absorbent constamment de l'énergie en se pliant et se déformant durant un trajet. Les pneus à faible résistance au roulement possèdent des flancs plus rigides en conséquence, moins d'énergie est perdue inutilement.

## Concrètement
Ces mesures sont suffisamment significatives pour pouvoir annoncer, en juillet 2008, lors du restylage de la série 3, une voiture correspondant déjà aux normes EURO 6, alors que la norme EURO 5 n'était pas encore en vigueur.
À l'usage rien ne trahit l'existence de cette technologie, mis à part l'indicateur de changement de vitesses (déconnectable) et lors de forts ralentissements, un léger bruit de dynamo.